# Alex Yoong

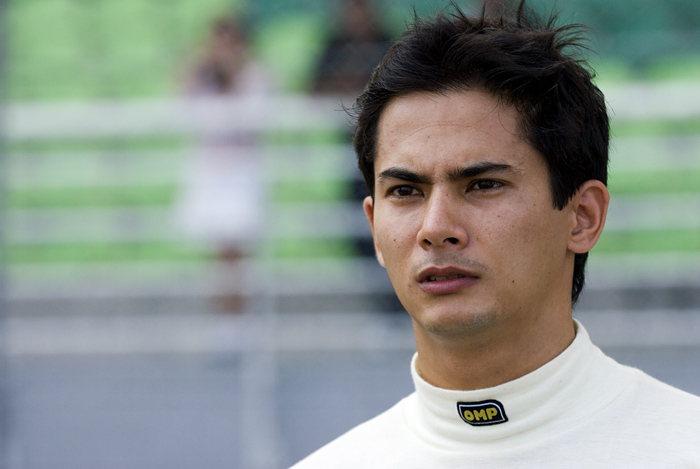
Alex Yoong

Alex Yoong (熊龍, pinyin: Xióng Lóng, 20 juli 1976) is een Maleisisch autocoureur. Hij was de eerste coureur uit Maleisië en de eerste etnisch-Chinese coureur in de Formule 1.
Gesteund door de Maleisische loterij Magnum kreeg Yoong de kans om in 2001 drie Formule 1-races te rijden voor het Minardi-team. Hij debuteerde in de Grand Prix van Italië. De overeenkomst werd verlengd voor het hele seizoen 2002. Ondanks een goede start, een zevende plaats in de Grand Prix van Australië, lukte het Yoong niet om competitief te zijn. Nadat hij zich een aantal keren niet wist te plaatsen voor de race, werd hij in twee wedstrijden vervangen door Anthony Davidson. Hoewel Yoong zich later dat seizoen iets verbeterde, bleven zijn prestaties mager. Aan het einde van het seizoen 2002 werd zijn contract niet verlengd. In totaal heeft hij vijftien races in de Formule 1 gereden, met een zevende plaats in de Grand Prix van Australië en een tiende plaats in de Grand Prix van Frankrijk als beste resultaten. 
In 2003 reed Yoong in de Amerikaanse Champcar-series. Door financiële problemen van zijn team werd het seizoen voor hem voortijdig beëindigd. In 2004 reed hij enkele wedstrijden in de Australische V8 Supercar-series, maar ook hier wist hij geen indruk te maken. In zijn thuisland Maleisië bleef hij onveranderd populair. Hij werkte enige tijd als verslaggever voor de Formule 1 voor de Maleisische televisie. In de seizoenen 2005-2006 en 2006-2007 reed hij namens Maleisië mee in de A1GP-series. Dit deed hij meer verdienstelijk, met vier overwinningen en een vijfde (2006) en zesde (2007) plek op de ranglijst.